# Rich Williams
Richard Williams (nacido el 1 de febrero de 1950) es el guitarrista de la banda de rock Kansas, y ha estado con ellos desde el álbum debut  homónimo de 1974. Rich perdió su ojo derecho en un accidente de fuegos artificiales en su infancia. Llevaba una prótesis ocular desde hace muchos años, pero ahora lleva un parche en el ojo en su lugar.
En un principio, Williams compartió deberes de la guitarra con el teclista/guitarrista Kerry Livgren. Livgren era también el principal compositor de Kansas. En los últimos años 1980, Williams compartió el escenario con el virtuoso guitarrista Steve Morse. Años más tarde, después de algunos cambios de personal en Kansas, Williams encontró que era el único que tocaba mejor la guitarra. Mientras que el sonido de Livgren podía ser descrita como virtuosa y brillante, el estilo de Williams estaba bien equilibrado con su sonido melódico y suave. Williams y Phil Ehart son los dos únicos miembros de Kansas, que nunca han salido de la banda, y han estado presentes durante todos los álbumes de Kansas hasta la fecha. Entre las canciones que escribió junto a la banda están : "Can I Tell You", "Don't Open Your Eyes" y "No Room for a Stranger."

## Discografía
- Kansas (1974)
- Song for America (1975)
- Masque (1975)
- Leftoverture (1976)
- Point of Know Return (1977)
- Two for the Show (1978)
- Monolith (1979)
- Audio-Visions (1980)
- Vinyl Confessions (1982)
- Drastic Measures (1983)
- The Best of Kansas (1984)
- Power (1986)
- In the Spirit of Things (1988)
- Live at the Whisky (1992)
- Freaks of Nature (1995)
- Always Never the Same (1998)
- King Biscuit Flower Hour Presents Kansas (1998)
- Somewhere to Elsewhere (2000)
- Device, Voice, Drum (2002)
- There's Know Place Like Home (2009)

- Datos: Q3304432
- Multimedia: Rich Williams / Q3304432